# ジミー・ジャクソン
ジェームズ・アーサー・ジャクソン（James Arthur Jackson、1970年10月14日 - ）は、オハイオ州トレド出身の元NBA選手。ポジションはシューティングガード。移籍を繰り返すいわゆるジャーニーマンで、15年の現役生活で12回の移籍を経験し、13ものチームに在籍した。これはNBAの最多タイ記録である。

## 経歴

### 高校・大学時代
ジャクソンはトレドにあるマッコーマー高校で4年間を過ごした。オールアメリカンに選出され、クリーブランドのセントジョセフ高校とのカンファレンスチャンピオンシップに勝利するなど活躍した。
高校卒業後、オハイオ州立大学にリクルートされたジャクソンは、急造のスウィングマンとしてルーキーイヤーの1989-1990シーズンにレギュラーとして出場し、1試合平均16.1得点、5.5リバウンド、フィールドゴール成功率49.9パーセントを記録した。
その後ジャクソンは1991年から1992年にかけて2シーズンプレーし、1992年にはUPI選出の最優秀選手に選ばれた。
2001年には、ジャクソンの背番号22は大学の永久欠番になった。

### NBA時代

#### ダラス・マーベリックス
1992年、ジャクソンは最終年を待たずして全体4位でダラス・マーベリックスに指名された。
ルーキーシーズン、ジャクソンは控えとして28試合に出場した。
1993-1994シーズン、ジャクソンは82試合すべてに先発し、1試合平均37.4分で平均19.2得点、4.8リバウンド、4.6アシストを記録した。
前年の93年のドラフトでマーベリックスはジャマール・マッシュバーンを、94年のオフのドラフトでジェイソン・キッドを指名した。ファンはこの二人とジャクソンを合わせて「Three J's」と呼んだ。
しかし、1994-1995シーズン、ジャクソンは足首の故障で途中離脱し、51試合しか出場できなかった。しかし、1試合平均25.7得点、5.1リバウンドと、故障前は優秀な成績を残した。
1995-1996年、けがから復帰したジャクソンは、1試合平均19.6得点、5.0リバウンドを記録した。しかし、キッドとの女性関係のトラブルから来る確執で、チームの雰囲気は悪くなっていった。
1996-1997シーズン途中、ジャクソンはサム・キャセール、エリック・モントロス、ジョージ・マクラウド、クリス・ギャトリングとともに、ショーン・ブラッドリー、エド・オバノン、ロバート・パックとの大型トレードで、ニュージャージー・ネッツに移籍した。

#### ニュージャージー・ネッツ
ネッツでは31試合に出場。1試合平均16.5得点、5.9リバウンドを記録した。
オフシーズン、ネッツはユタ大学のフォワード、キース・ヴァン・ホーンを巡り、シカゴ・ブルズと争奪戦を繰り広げていた。
そのあおりを受けて、ジャクソンはその年のドラフト1巡目で指名されたエリック・モントロス、アンソニー・パーカーの二人とともに、マイケル・ケージ、ドン・マクレーン、ルーシャス・ハリスとヴァン・ホーンとのトレードでフィラデルフィア・セブンティシクサーズに移籍した。

#### フィラデルフィア・セブンティシクサーズ
ジャクソンはシクサーズで48試合に出場し、1試合平均13.7得点、4.7リバウンドと、前年より少し成績を落とした。
さらに、フランチャイズ・プレイヤーであるアレン・アイバーソンに押されて出番とシュートが減少した。
結局シーズン途中、ジャクソンはクラレンス・ウェザースプーンとともにジョー・スミス、ブライアン・ショウとのトレードでゴールデンステート・ウォリアーズに移籍した。

#### ゴールデンステート・ウォリアーズ
ウォリアーズでジャクソンはラトレル・スプリーウェルの出場停止によりレギュラーのシューティングガードとして起用され、出番を大きく増やした。一試合平均40.6分で18.9得点、5リバウンドを記録した。
弱いチームでプレーするのが嫌だったジャクソンは、オフにポートランド・トレイルブレイザーズに移籍した。

#### ポートランド・トレイルブレイザーズ
1998-1999シーズン、ジャクソンはコート内外の多くトラブルに悩まされ、成績を悪化させた。
49試合に出場し、1試合平均24分で8.4得点、2.6リバウンドと、レギュラーに定着して以来、自己最低の成績に終わった。
シーズンオフ、ブレイザーズはチームカラーの一新のため、多くの選手をトレードするか、あるいは解雇した。
ジャクソンもそのあおりを受け、才能はあるものの素行の悪いアイザイア・ライダーとともに、スティーブ・スミスとのトレードでアトランタ・ホークスに移籍した。

#### アトランタ・ホークス
1999-2000シーズン、ジャクソンは79試合に出場し、1試合平均35分で16.7得点、5.0リバウンドを記録した。
しかし、2000-2001シーズンは、わずか17試合しか出場が無かった。
出場機会の減少に不満を漏らすジャクソンを、球団は2001年の1月、ラリー・ロビンソンとアンソニー・ジョンソンとともに、ブレビン・ナイトとの交換で、クリーブランド・キャバリアーズに放出した。

#### クリーブランド・キャバリアーズ
ジャクソンの地元であるオハイオ州の球団へのトレードは、トレドやオハイオ州立大学では一種の里帰りとして歓迎された。
2000-2001シーズン、キャバリアーズは序盤にキープレイヤーが相次いで故障したにもかかわらず、シーズン終盤までプレーオフを射程圏内に収める快進撃を続けていた。
ジャクソンも39試合に出場したものの、先発出場は26試合だけだった。しかし、1試合平均29.2分しか出場しなかったにもかかわらず、1試合平均10.3得点、3.7リバウンドと悪くない成績を残した。
しかし、結局キャバリアーズは30勝52敗に終わり、プレーオフ進出を逃した。
オフシーズンにキャバリアーズを解雇されたジャクソンは、他のどのチームからもオファーを受けることなく、2001-2002シーズンを迎えた。

#### マイアミ・ヒート
11月は所属先が決まらず、出場はなかったが、2001年の12月になってマイアミ・ヒートと契約した。主力の故障に備え、バックアップ要員としての獲得であった。
ジャクソンは控えながら55試合に出場し、1試合平均33.2分で10.7得点、5.3リバウンドを記録した。
しかし、シーズンオフに再び解雇され、前年に続いて所属先が決まらないまま2002-2003シーズンを迎えた

#### サクラメント・キングス
前年と同じく、所属先が決まらないまま11月を過ごし、2002年の12月、ジャクソンはバックアップ要員としてサクラメント・キングスと契約した。
63試合に出場したが、先発出場は1試合もなかった。1試合平均20.8分で7.7得点、4.1リバウンドの成績だったが、チームのシックスマンの座をヒド・ターコルーから奪い取り、重要な場面でしばしば起用された。
この活躍を受けてジャクソンの評価は上がり、オフに2年契約を提示したヒューストン・ロケッツと契約した。

#### ヒューストン・ロケッツ〜ニューオーリンズ・ホーネッツ
ジャクソンはレギュラーとして80試合に先発出場した。1試合平均39分で12.9得点、6.1リバウンドであった。
2004-2005シーズン、ジャクソンは開幕から24試合に出場し、1試合平均41.3分で13.3得点、4.8リバウンドと、なかなかの成績を収めていた。
しかし、球団はニューオーリンズ・ホーネッツのデイビッド・ウェズリーとジャクソンをボスジャン・ナックバーとともに放出した。
ホーネッツは二人の加入を期待していたものの、ジャクソンはホーネッツでプレーすることを拒否した。
結局、ジャクソンはホーネッツでプレーすることなく、マチェイ・ランペ、ケイシー・ジェイコブセン、ジャクソン・ブロマンの三人と交換で、フェニックス・サンズに移籍した。

#### フェニックス・サンズ
サンズでは40試合に出場、1試合平均24.9分の出場で8.8得点、3.9リバウンドの成績を残し、サンズのプレーオフセミファイナル進出に貢献。
翌シーズンも契約したものの、今度はわずかな出場に終わり、2006年の3月初頭に解雇された。
解雇直後、ジャクソンはロサンゼルス・レイカーズからオファーを受け、レイカーズに移籍した。

#### ロサンゼルス・レイカーズ
ジャクソンはレイカーズで13試合に出場、1試合平均7分で1.7得点、0.9リバウンドに終わった。

#### 引退後
オフシーズンに解雇され、ジャクソンはそのまま現役を引退した。引退後は解説者を務めている。

## エピソード
ジャクソンは現役時代、「419」という番号の書かれたバンドを腕にはめていたことで知られている（419という番号は出身地のトレドの電話番号の市外局番にちなむ）。